# Soløje
Soløje (Helianthemum nummularium), eller almindelig soløje, er en flerårig, urteagtig plante eller halvbusk med en nedliggende til opstigende vækst. Blomsterne er gule og talrige, og da planten er tørketålende, bruges den ofte i stenbede.

## Beskrivelse
Soløje er en flerårig, urteagtig plante eller halvbusk med en nedliggende til opstigende vækst. Stænglerne er runde i tværsnit og fint hårede. Bladene er næsten ustilkede og modsat stillede med hel og let tilbagerullet rand. Oversiden er spredt håret og mørkegrøn, mens undersiden er grågrøn og fint håret. Blomstringen foregår i juni-juli, hvor man finder blomsterne i klaselignened stande både endestillet og fra bladhjørnerne. De enkelte blomster er 5-tallige og regelmæssige med gule kronblade. Frugterne er kapsler med mange frø: 15-30 cm høj
Rodsystemet består af en kraftig og dybtgående pælerod med et velforgrenet net af siderødder.
Planten når en højde på ca. 20 cm og en bredde på ca. 40 cm.

## Hjemsted
Soløje har sin naturlige udbredelse i Mellemøsten, Kaukasus og det meste af Europa. I Danmark findes soløje (i form af underarten bakkesoløje) hist og her på tørre skrænter og overdrev i Himmerland, Sjælland og Bornholm, mens underarten filtet soløje er meget sjælden.  Arten er knyttet til lysåbne voksesteder med en næringsfattig og tør jord. Derfor ses den oftest på sydvendte skrænter og overdrev.
På Ölands alvar vokser arten på næsten vandrette kalkplader uden megen jord sammen med bl.a. aksærenpris, alvar-bynke, dunet havre, engrottehale, knoldet mjødurt, knoldranunkel, kornet stenbræk, riddergøgeurt, storblomstret brunelle og vellugtende gulaks

## Underarter
- Filtet soløje (subsp. nummularium) har bladundersider, der er gråfiltede af stjernehår
- Bakkesoløje (subsp. obscurum) har grønne bladundersider med spredt behåring.

## Galleri
|  |  |
|  |  |